# Missouri–Kansas–Texas Railroad

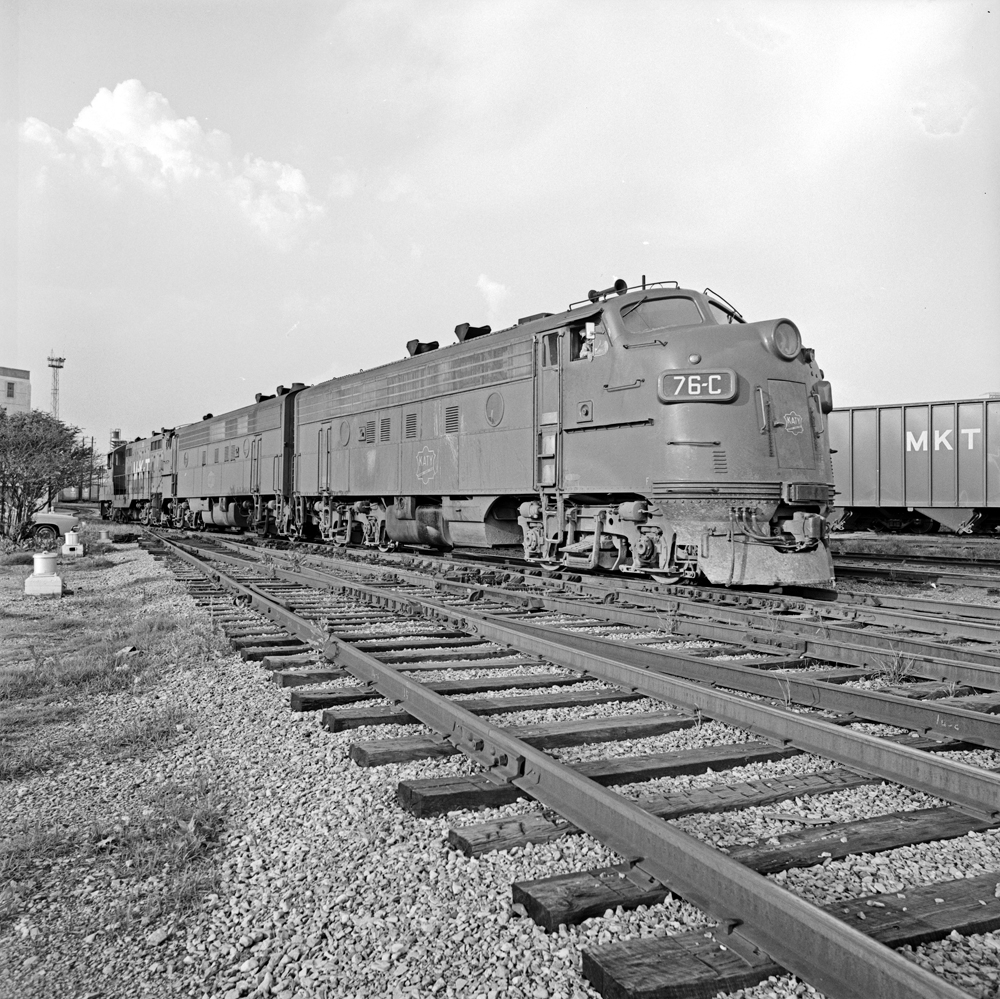
Goederenlocomotief van de Missouri-Kansas-Texas Railroad in april 1968

De Missouri-Kansas-Texas Railroad (MKT), ook wel bekend als de Katy, is een voormalig klasse I-spoorwegbedrijf in de Verenigde Staten, gevestigd in Dallas. Het exploiteerde een uitgebreid spoorwegnet in Texas, Oklahoma, Kansas en Missouri. De hoofdlijn liep van St. Louis en Omaha via Dallas naar San Antonio en Galveston, met zijtakken naar Salina, Oklahoma City en Tulsa.

## Geschiedenis
In 1865 werd de Union Pacific Railway Southern Branch opgericht. Op 23 mei 1870 werd dit bedrijf omgevormd tot het nieuwe spoorwegbedrijf Missouri, Kansas & Texas Railway (MK&T). In 1874 ging het bedrijf failliet vanwege de financiële crisis die een jaar eerder was uitgebroken, maar in 1876 werd een doorstart gemaakt. 

### Jay Gould
Spoorwegmagnaat Jay Gould had controle over zowel de Missouri Pacific als de MK&T. Die laatste werd door hem ingezet als de MK&T Division van de Missouri Pacific. In spoorboekjes werd dit weergegeven als K&T Division, wat zou leiden tot de bijnaam Katy. Overigens werd Gould in 1888 door de rechtbank gedwongen om zijn belangen in de MK&T af te stoten, waardoor het bedrijf weer zelfstandig verder ging.

### Uitbreiding
De MK&T breidde steeds verder uit, onder andere door overnames. In 1893 werd Houston bereikt, waar toegang werd verkregen tot de haven van Galveston.
In 1923 werd de MK&T na financiële problemen hernoemd tot Missouri-Kansas-Texas Railroad.

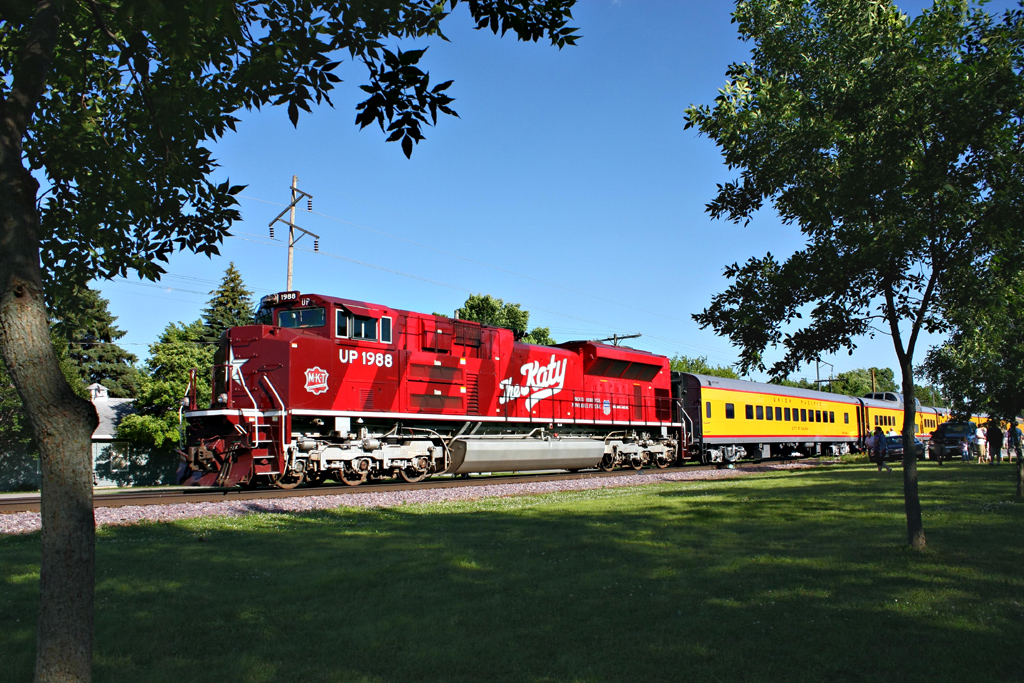
De Safety Train, in de oude kleurstelling van de MKT (2009)

### Fusie
In 1965 werd John Barriger III aangesteld als directievoorzitter van de MKT. Hij wist de opbrengsten te verhogen, net als zijn opvolger Reginald Whitman. Inmiddels was in de jaren 80 de vervoersmarkt in handen gekomen van een aantal grote spoorbedrijven als de Santa Fe, Southern Pacific en Union Pacific, waardoor het voor de MKT steeds moeilijker werd om vervoer binnen te halen. Dit noodzaakte de MKT om ook te gaan fuseren. Op 1 december 1989 vond een fusie plaats tussen de Katy en de Missouri Pacific Railroad, dat op zijn beurt onderdeel was van de Union Pacific Railroad.